# Аборты в Болгарии
С 1 февраля 1990 года аборты в Болгарии разрешены по запросу в течение первых 12 недель беременности. В период от 12 до 20 недель аборт разрешён только женщинам, страдающим определёнными заболеваниями, которые могут угрожать её жизни или жизни ребёнка, а после 20 недель аборт разрешён только в том случае, если жизнь женщины находится в опасности или плод серьёзно генетически повреждён.
Аборты были легализованы постановлением Министерства здравоохранения от 27 апреля 1956 года, предусматривающим аборты при всех беременностях в течение первых двенадцати недель по любым основаниям, а после этого срока только по терапевтическим показаниям. Они были строго ограничены постановлением правительства от февраля 1968 года, изданным для противодействия снижению рождаемости. Большинство абортов требовало одобрения специальной медицинской комиссии, и они были полностью запрещены для бездетных женщин, за исключением медицинских показаний. Только женщины старше 45 лет или имеющие трёх и более детей могли сделать аборт по запросу, за исключением случаев, когда срок беременности превышает 10 недель или женщина сделала аборт в предыдущие шесть месяцев. В апреле 1973 года ограничения были распространены на женщин без детей или с одним ребёнком; аборт можно было делать только в случае изнасилования или инцеста, незамужним бездетным женщинам до 18 лет, женщинам старше 45 лет, имеющих одного живого ребёнка, или в случаях заболевания, угрожающего жизни женщины или жизнеспособности плода. Ограничения были немного смягчены в 1974 году, но большинство ограничений оставалось до указа от 1 февраля 1990 года. Несмотря на ограничения, количество абортов оставалось очень высоким: в период с 1976 по 1990 год абортов было больше, чем живых рождений.
Количество абортов в Болгарии, которое в 2003 года составляло 21,3 аборта на 1000 женщин в возрасте 15–44 лет, снижается. По состоянию на 2010 год на 1000 женщин в возрасте 15-44 лет приходится 14,7 аборта. Высокий уровень абортов в Болгарии вызывает озабоченность у общественного здравоохранения.
Мифепристон (препарат для медикаментозного аборта) зарегистрирован в 2013 году.